# Jungermannia mamatkulovii
Jungermannia mamatkulovii là một loài Rêu trong họ Jungermanniaceae. Loài này được Váňa & Zerov mô tả khoa học đầu tiên năm 1977.